# Panou solar fotovoltaic
Un panou solar fotovoltaic, spre deosebire de un panou solar termic, transformă energia luminoasă din razele solare direct în energie electrică. Componentele principale ale panoului solar fotovoltaic sunt celulele solare.
Panourile solare fotovoltaice se utilizează separat sau legate în acumulatori pentru alimentarea consumatorilor independenți sau pentru generarea de curent electric ce se livrează în rețeaua publică.
Un panou solar fotovoltaic este caracterizat prin parametrii săi electrici, cum ar fi tensiunea de mers în gol sau curentul de scurtcircuit.
Pentru a îndeplini condițiile impuse de  producerea de energie electrică, celulele solare se vor asambla în module fotovoltaice. Panourile pe care sunt montate asigură și:
- protecție transparentă împotriva radiațiilor și intemperiilor,
- legături electrice robuste,
- protecția celulelor solare rigide de acțiuni mecanice,
- protecția celulelor solare și a legăturilor electrice de umiditate,
- asigurare unei răciri corespunzătoare a celulelor solare,
- protecția împotriva atingerii a elementelor componente conducătoare de electricitate,
- posibilitatea manipulării și montării ușoare.

Se cunosc diferite variante de construcție a modelelor existente de panouri solare fotovoltaice. În continuare este descrisă construcția modelului cel mai răspândit în momentul de față.

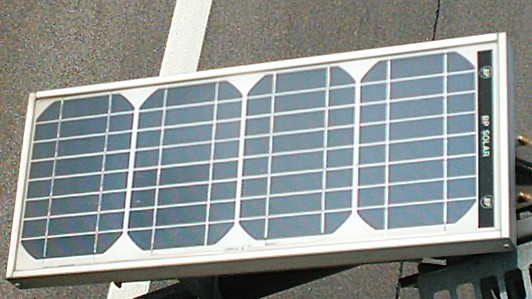
Panou solar al BP pe un pod de autostradă

## Construcția unui panou solar fotovoltaic obișnuit
- Un geam  (de cele mai multe ori geam securizat monostrat) de protecție pe fața expusă la soare,
- Un strat transparent din material plastic (etilen vinil acetat, EVA sau cauciuc siliconic) în care se fixează celulele solare,
- Celule solare monocristaline sau policristaline conectate între ele  prin benzi de  cositor,
- Cașerarea feței posterioare a panoului cu o folie stratificată din material plastic rezistent la intemperii  fluorura de poliviniliden (Tedlar) și poliester,
- Priză de conectare prevăzută cu diodă de protecție respectiv diodă de scurtcircuitare (vezi mai jos) și racord,
- O ramă din profil de aluminiu pentru protejarea geamului la transport, manipulare și montare, pentru fixare și rigidizarea legăturii.

## Fabricarea panoului solar fotovoltaic
Fabricarea începe întotdeauna de pe partea activă expusă la soare. La început se pregătește și se curăță un geam de mărime corespunzătoare. Pe acesta se așază un strat de folie de etilen vinil acetat, EVA adaptat profilului celulelor solare utilizate.  Celulele solare vor fi legate cu ajutorul benzilor  de  cositor în grupe (șiruri) care mai apoi se așază pe folia de EVA după care se face conectarea grupelor între ele și racordarea la priza de legătură prin lipire. În final totul se acoperă cu o folie EVA și peste aceasta o folie tedlar. 
Pasul următor constă în laminarea panoului în vacuum la 150 °C. În urma laminării din folia EVA plastifiată, prin polimerizare, se va obține un strat de material plastic ce nu se va mai topi și în care celulele solare sunt bine încastrate și lipite strâns de geam și folia de tedlar. După procesul de laminare, marginile se vor debavura și se va fixa priza de conectare în care se vor monta diodele de protecție la mersul în gol (engleză bypass). Totul se prevede cu o ramă metalică, se măsoară caracteristicile și se sortează după parametrii electrici după care se împachetează.

## Caracteristici tehnice
Parametrii unui panou solar fotovoltaic se stabilesc, la fel ca și cei pentru celule solare, pentru condiții de test standard.
Prescurtări ale termenilor mai des utilizați
- SC: Scurtcircuit (engleză Short Circuit),
- OC: Mers în gol (engleză Open Circuit),
- MPP: Punctul de putere maximă (engleză Maximum Power Point).

Caracteristicile unui panou solar sunt:
- Tensiunea de mers în gol {\displaystyle U_{OC}},
- Curent de scurtcircuit {\displaystyle I_{SC}},
- Tensiunea în punctul optim de funcționare {\displaystyle U_{MPP}},
- Curentul în punctual de putere maximă {\displaystyle I_{MPP}},
- Putere maximă {\displaystyle P_{MPP}},
- Factor de umplere {\displaystyle FF},
- Coeficient de modificare a puterii cu temperatura celulei,
- Randamentul celulei solare {\displaystyle \eta }.

Încapsularea durabilă a elementelor componente are o importanță foarte mare deoarece umiditatea ce ar putea pătrunde ar afecta durata de viață a panoului solar prin coroziune și prin scurtcircuitarea legăturilor dintre elementele prin care trece curent electric.

### Dioda de protecție la mers în gol
Dacă se conectează mai multe module în serie, este necesar să montăm câte o diodă antiparalel cu fiecare panou. Curentul maxim și tensiunea de străpungere ale diodei trebuie să fie cel puțin egale cu curentul și tensiunea panoului.
De multe ori se utilizează diode de redresare de 3 Amper / 100 Volt. Dioda pentru mers în gol este conectată la bornele de legătură ale fiecărui panou astfel încât în regim normal de funcționare (panoul debitează curent) are la borne tensiune inversă (catodul diodei legat la polul pozitiv al panoului). Dacă panoul ar fi umbrit sau s-ar defecta nu ar mai debita curent, polaritatea tensiunii la borne s-ar schimba și acesta s-ar defecta, sau în cel mai bun caz randamentul acelui lanț de module ar scădea. Acest lucru este împiedicat de dioda de protecție care preia curentul în acest caz.

## Alte tipuri de panouri
- panouri laminate sticla-sticla,
- panouri sticla-sticla utilizând rășini aplicate prin turnare,
- panouri cu strat subțire (CdTe, CIGSSe, CIS, a-Si) pe suprafețe de sticlă sau aplicate ca folie flexibilă,
- panouri concentrator; lumina solară se concentrează cu ajutorul unui dispozitiv optic pe celule solare de dimensiuni mai mici. Astfel utilizând lentile comparativ mai ieftine pentru a crea un fascicul de lumină mai concentrat, se economisește material semiconductor care este mai scump. Sistemele cu concentrator sunt utilizate de cele mai multe ori la celule solare din semiconductori pe bază de elemente din grupa III-V. Pentru că utilizarea lentilelor impune ca razele solare să cadă perpendicular pe acestea,  va fi nevoie de un sistem de orientare mecanică în funcție de poziția Soarelui.
- Colector cu fluorescență; acest tip deosebit de panou solar transformă lumina incidentă, prin intermediul unui strat de material sintetic, în radiație de o lungime de undă acordată pe frecvența de absorbție maximă din celula solară. În acest scop  materialul sintetic este impurificat cu un pigment fluorescent. Lumina solară este absorbită de pigment și reemisă cu o lungime de undă mai mare. Această lumină generată iese din stratul de material sintetic doar într-o anumită direcție, bine determinată, în toate celelalte direcții fiind reflectată și astfel reținută în material. Pe direcția de emisie se așază celulele solare ce sunt optimizate pe lungimea de undă emisă de pigment. Prin aplicare mai multor straturi de material sintetic și celule solare acordate pe lungimi de undă diferite, se poate mări randamentul deoarece se poate acoperi un spectru mai larg decât cu panourile solare fotovoltaice cu strat unic.

## Exportatori, importatori
Țările cu cea mai mare producție de module solare sunt Japonia, Germania și China. În timp ce Japonia și China exportă de ani de zile mai mult de jumătate din producție, Germania importă cca. 2/3 din instalațiile sale, în cea mai mare parte din China și Japonia, după cum arată analiza de piață făcută de Photon.

## Reciclare
Cu toate că durata de viață a panourilor solare este de 20-40 ani, în prezent se acumulează deja deșeuri de ordinul a sutelor de tone anual(2004). Pe plan mondial singura instalație pilot de reciclare a celulelor solar de siliciu cristalin se află în Freiberg-Germania. Aici la o temperatură de 600 °C se ard materialele sintetice incluse în panouri, rezultând sticlă, metal, material de umplere și celulele solare. Aceste celule pot fi reutilizate după prelucrare cu pierderi minime de material.